# Pilocrocis synomotis
Pilocrocis synomotis là một loài bướm đêm trong họ Crambidae.